# Паякумбух
Паякумбух (индон. Payakumbuh) — город в Индонезии, входит в состав провинции Западная Суматра. Территория города выделена в самостоятельную административную единицу — муниципалитет.

## Географическое положение

Муниципалитет Паякумбух

Город находится в восточной части провинции, на западе острова Суматра, к северу от горы Саго. Абсолютная высота — 533 метра над уровнем моря.

Паякумбух расположен на расстоянии приблизительно 77 километров к северо-северо-востоку (NNE) от Паданга, административного центра провинции.

## Административное деление
Территория муниципалитета Паякумбух подразделяется на пять районов (kecamatan), которые в свою очередь делятся на 76 сельских поселений (kelurahan). Общая площадь муниципалитета — 80,43 км².

## Население
По данным официальной переписи 2010 года, население составляло 91 279 человек.
Динамика численности населения города по годам:
| 1990   | 2000   | 2005   | 2010   | 2012   |
| ------ | ------ | ------ | ------ | ------ |
| 50 475 | 95 485 | 68 173 | 91 279 | 91 972 |

В национальном составе преобладают представители народности минангкабау, также представлены китайцы, яванцы и батаки.

## Транспорт
Ближайший аэропорт расположен в городе Паданг.